# 線性穩定
在微分方程和动力系统中，非線性系統的穩態線性不穩定（linearly unstable）的意思是其解線性化後，有{\displaystyle dr/dt=Ar}的形式，而r為相對穩態的擾動，而A是線性算子，其谱的特徵值有正的實部。若所有的特徵值都為負，則此解即為線性穩定（linearly stable）。線性穩定的其他名稱有指數穩定（exponential stability）或一階近似穩定（stability in terms of first approximation）。若其中有特徵值的實部為零，無法求解一階接似的穩定性，會稱為centre and focus problem。

## 例子

### 常微分方程
微分方程 
{\displaystyle {\frac {dx}{dt}}=x-x^{2}}
有兩個靜止（非時變）解：x = 0和x = 1.
x = 0的線性化為
{\displaystyle {\frac {dx}{dt}}=x}。線性算子是A0 = 1。唯一的特徵值為{\displaystyle \lambda =1}。此方程的解會指數成長；the 靜止點x = 0是線性不穩定的。
若要推導x = 1的線性化，可以使用下式
{\displaystyle {\frac {dr}{dt}}=(1+r)-(1+r)^{2}=-r-r^{2}}，其中r = x − 1。線性方程為{\displaystyle {\frac {dr}{dt}}=-r}；線性算子為A1 = −1，唯一的特徵值為{\displaystyle \lambda =-1}，因此此靜止點為線性穩定。

### 非線性水丁格方程
非線性水丁格方程
{\displaystyle i{\frac {\partial u}{\partial t}}=-{\frac {\partial ^{2}u}{\partial x^{2}}}-|u|^{2k}u,}其中u(x,t) ∈ C，且k > 0，有孤波解{\displaystyle \phi (x)e^{-i\omega t}}。
要推導孤波的線性化，考慮以下形式的解
{\displaystyle u(x,t)=(\phi (x)+r(x,t))e^{-i\omega t}}。線性化方程{\displaystyle r(x,t)}可以用下式求得 is given by
{\displaystyle {\frac {\partial }{\partial t}}{\begin{bmatrix}{\text{Re}}\,r\\{\text{Im}}\,r\end{bmatrix}}=A{\begin{bmatrix}{\text{Re}}\,r\\{\text{Im}}\,r\end{bmatrix}},}
其中{\displaystyle A={\begin{bmatrix}0&L_{0}\\-L_{1}&0\end{bmatrix}},}
而{\displaystyle L_{0}=-{\frac {\partial }{\partial x^{2}}}-k\phi ^{2}-\omega }
且{\displaystyle L_{1}=-{\frac {\partial }{\partial x^{2}}}-(2k+1)\phi ^{2}-\omega }
微分算子.
根據Vakhitov–Kolokolov穩定性判據，當k > 2時，A的譜有正的點狀特徵值，因此線性化方程是線性（指數）不穩定，若0 < k ≤ 2，其譜A是純虛數，因此對應孤波為線性穩定。
需要說明線性穩定不一定表示系統穩定。
特別，在k = 2時，其孤波不穩定。另一方面，在0 < k < 2時，孤波不但是線性穩定，也是軌道穩定性。